# Wyszcza liha (1994/1995)
Wyszcza liha w piłce nożnej 1994/1995 – IV edycja najwyższych w hierarchii rozgrywek ligowych ukraińskiej klubowej piłki nożnej. Sezon rozpoczął się 17 lipca 1994, a zakończył się 23 czerwca 1995.

## Drużyny
Zespoły występujące w Wyszczej Lidze 1994/1995
- Czornomoreć Odessa
- Dnipro Dniepropetrowsk
- Dynamo Kijów
- Karpaty Lwów
- Kremiń Krzemieńczuk
- Krywbas Krzywy Róg
- Metałurh Zaporoże
- Nywa Tarnopol
- Nywa Winnica
- Prykarpattia Iwano-Frankiwsk
- SK Mikołajów
- Szachtar Donieck
- Tawrija Symferopol
- Temp Szepetówka
- Torpedo Zaporoże
- Weres Równe
- Wołyń Łuck
- Zoria-MAŁS Ługańsk

Uwagi
- – zespoły, które awansowały z Pierwszej ligi edycji 1993/94.

## Stadiony
| Lp. | Klub                         | Miasto          | Stadion               | Pojemność |
| --- | ---------------------------- | --------------- | --------------------- | --------- |
| 1   | Czornomoreć Odessa           | Odessa          | Stadion CCzMP         | 20 836    |
| 2   | Dnipro Dniepropetrowsk       | Dniepropetrowsk | Stadion Dnipro Meteor | 24 381    |
| 3   | Dynamo Kijów                 | Kijów           | Stadion Dynamo        | 16 873    |
| 4   | Karpaty Lwów                 | Lwów            | Stadion Ukraina       | 28 051    |
| 5   | Kremiń Krzemieńczuk          | Krzemieńczuk    | Stadion Dnipro        | 11 300    |
| 6   | Krywbas Krzywy Róg           | Krzywy Róg      | Stadion Metałurh      | 29 782    |
| 7   | Metałurh Zaporoże            | Zaporoże        | Stadion Metałurh      | 11 883    |
| 8   | Nywa Tarnopol                | Tarnopol        | Stadion Miejski       | 16 450    |
| 9   | Nywa Winnica                 | Winnica         | Stadion Centralny     | 24 000    |
| 10  | Prykarpattia Iwano-Frankiwsk | Iwano-Frankiwsk | Stadion Ruch          | 15 000    |
| 11  | SK Mikołajów                 | Mikołajów       | Stadion Centralny     | 24 325    |
| 12  | Szachtar Donieck             | Donieck         | Stadion Szachtar      | 31 718    |
| 13  | Tawrija Symferopol           | Symferopol      | Stadion Łokomotyw     | 20 000    |
| 14  | Temp Szepetówka              | Szepetówka      | Stadion Temp          | 1 000     |
| 15  | Torpedo Zaporoże             | Zaporoże        | Stadion ZAZ           | 15 000    |
| 16  | Weres Równe                  | Równe           | Stadion Awanhard      | 4 500     |
| 17  | Wołyń Łuck                   | Łuck            | Stadion Awanhard      | 10 792    |
| 18  | Zoria Ługańsk                | Ługańsk         | Stadion Awanhard      | 23 243    |

## Tabela
|    | Klub                         | M  | Zw. | Rem. | Por. | BZ | BS | +/- | Pkt. | Uwagi                     |
| -- | ---------------------------- | -- | --- | ---- | ---- | -- | -- | --- | ---- | ------------------------- |
| 1  | Dynamo Kijów                 | 34 | 25  | 8    | 1    | 87 | 24 | 63  | 83   | Liga Mistrzów             |
| 2  | Czornomoreć Odessa           | 34 | 22  | 7    | 5    | 62 | 29 | 33  | 73   | Puchar UEFA               |
| 3  | Dnipro Dniepropetrowsk       | 34 | 19  | 8    | 7    | 60 | 33 | 27  | 65   |                           |
| 4  | Szachtar Donieck             | 34 | 18  | 8    | 8    | 52 | 29 | 23  | 62   | Puchar Zdobywców Pucharów |
| 5  | Tawrija Symferopol           | 34 | 17  | 8    | 9    | 61 | 37 | 24  | 59   |                           |
| 6  | Krywbas Krzywy Róg           | 34 | 13  | 9    | 12   | 35 | 30 | 5   | 48   |                           |
| 7  | Torpedo Zaporoże             | 34 | 15  | 3    | 16   | 49 | 49 | 0   | 48   |                           |
| 8  | Karpaty Lwów                 | 34 | 12  | 9    | 13   | 32 | 36 | -4  | 45   |                           |
| 9  | Metałurh Zaporoże            | 34 | 11  | 10   | 13   | 47 | 42 | 5   | 43   |                           |
| 10 | Kremiń Krzemieńczuk          | 34 | 12  | 6    | 16   | 42 | 54 | -12 | 42   |                           |
| 11 | Prykarpattia Iwano-Frankiwsk | 34 | 11  | 8    | 15   | 40 | 52 | -12 | 41   |                           |
| 12 | Nywa Tarnopol                | 34 | 11  | 5    | 18   | 40 | 44 | -4  | 38   |                           |
| 13 | SK Mikołajów                 | 34 | 11  | 5    | 18   | 33 | 59 | -26 | 38   |                           |
| 14 | Nywa Winnica                 | 34 | 10  | 7    | 17   | 38 | 51 | -13 | 37   |                           |
| 15 | Wołyń Łuck                   | 34 | 11  | 3    | 20   | 29 | 58 | -29 | 36   |                           |
| 16 | Zoria-MAŁS Ługańsk           | 34 | 10  | 5    | 19   | 35 | 70 | -35 | 35   |                           |
| 17 | Temp Szepetówka              | 34 | 10  | 4    | 20   | 31 | 41 | -10 | 34   | Spadek                    |
| 18 | Weres Równe                  | 34 | 8   | 7    | 19   | 28 | 63 | -35 | 31   | Spadek                    |

Legenda:
|  | Eliminacje Ligi Mistrzów  |
|  | Puchar Zdobywców Pucharów |
|  | Puchar UEFA               |
|  | Puchar Intertoto          |
|  | Spadek do Pierwszej Lihi  |

Przed początkiem sezonu 1994/95 klub SK Mikołajów nazywał się Ewis Mikołajów.
W środku sezonu 1994/95 klub Metałurh Zaporoże nazywał się Metałurh-Wiktor Zaporoże.

## Najlepsi strzelcy
| #  | Strzelec           | Drużyna                                | Mecze | Bramki(karne) |
| -- | ------------------ | -------------------------------------- | ----- | ------------- |
| 1  | Arsen Awakow       | Torpedo Zaporoże                       | 33    | 21 (6)        |
| 2  | Ołeksij Antiuchin  | Tawrija Symferopol                     | 33    | 18            |
| 3  | Wiktor Łeonenko    | Dynamo Kijów                           | 20    | 17 (1)        |
| 3  | Ołeksandr Hajdasz  | Tawrija Symferopol                     | 29    | 17            |
| 5  | Ihor Petrow        | Szachtar Donieck                       | 28    | 14 (5)        |
| 6  | Micheil Pocchweria | Zoria-MAŁS Ługańsk / Metałurh Zaporoże | 26    | 13            |
| 7  | Timierłan Husejnow | Czornomoreć Odessa                     | 29    | 12            |
| 7  | Andriej Fied´kow   | Kremiń Krzemieńczuk                    | 31    | 12 (1)        |
| 9  | Rusłan Zabranski   | SK Mikołajów                           | 32    | 11 (1)        |
| 10 | Iwan Korponaj      | Kremiń Krzemieńczuk                    | 29    | 10            |

## Medaliści
(liczba meczów i goli w nawiasach)
| 1. Dynamo Kijów |
| Bramkarze: Ołeksandr Szowkowski (25 / -15), Andrij Kowtun (3 / -1). Obrońcy: Władysław Waszczuk (31 / 3), Ołeh Łużny (24 / 4), Serhij Łeżencew (24), Andrij Chomyn (21 / 2), Serhij Mizin (20 / 5), Jurij Dmytrulin (17 / 1), Serhij Szmatowałenko (14), Serhij Beżenar (13 / 1), Andrij Annenkow (3). Pomocnicy: Witalij Kosowski (27 / 6), Dmytro Mychajłenko (25 / 5), Pawło Szkapenko (24 / 8), Serhij Konowałow (17 / 5), Jewhen Pochłebajew (17 / 3), Jurij Kalitwincew (14 / 2), Jurij Maksymow (11 / 5). Napastnicy: Serhij Rebrow (24 / 8), Wiktor Łeonenko (20 / 17), Andrij Szewczenko (17 / 1), Serhij Skaczenko (16 / 3), Nasir as-Sauhi (1). Trener: Jożef Sabo (pierwsza runda - 17 gier), Wołodymyr Onyszczenko (druga runda - 5 gier), Mykoła Pawłow (druga runda - 12 gier). Odeszli w sezonie: Serhij Kowałeć (17 / 2) (Dnipro Dniepropetrowsk), Ołeksandr Pryzetko (13 / 1) (Dinamo-Gazowik Tiumeń), Wołodymyr Szaran (11 / 2) (Dnipro Dniepropetrowsk), Micheil Dżiszkariani (8 / 3) (CSKA-Borysfen Kijów), Wałerij Worobjow (7 / -8) (CSKA-Borysfen Kijów), Dmytro Topczijew (2) (CSKA-Borysfen Kijów), Maksim Diemienko (1) (Łada Togliatti), Władysław Prudius (1) (CSKA-Borysfen Kijów).                        |
| 2. Czornomoreć Odessa |
| Bramkarze: Ołeh Susłow (34 / -27), Wadym Wynokurow (2 / -2), . Obrońcy: Jurij Bukel (29), Andrij Tełesnenko (28 / 1), Jurij Sak (23 / 5), Władisław Tiernawski (16 / 1), Jurij Smotrycz (10), Denys Kołczin (8), Wiktor Jabłonski (5 / 1), Witalij Skysz (5), Władysław Zubkow (4), Ołeksij Czerednyk (3), Serhij Bułyhin (2). Pomocnicy: Dmytro Parfionow (33 / 6), Ihor Żabczenko (32 / 7), Witalij Kołesniczenko (21 / 2), Andriej Gaszkin (20 / 5), Ołeksandr Spiwak (19), Ołeksandr Horszkow (18), Ihor Kornijeć (16 / 1), Jurij Sełezniow (13 / 2), Rusłan Romanczuk (12 / 2), Ołeksandr Nikiforow (9), Ołeksandr Zotow (8 / 3), Wiaczesław Jeremejew (7), Wiktor Bohatyr (3). Napastnicy: Timierłan Husejnow (29 / 12), Wołodymyr Musolitin (19 / 3), Witalij Parachnewycz (13 / 4), Wasyl Kardasz (13 / 2), Ołeh Moczulak (8 / 2), Kostiantyn Kułyk (5 / 2). Trener: Łeonid Buriak. Odeszli w sezonie: -. |
| 3. Dnipro Dniepropetrowsk |
| Bramkarze: Mykoła Medin (19 / -13), Swiatosław Syrota (16 / -17), Konstantin Ledowskich (1 / -3). Obrońcy: Wiktor Skrypnyk (31 / 8), Wołodymyr Bahmut (30 / 1), Wołodymyr Horiły (25), Serhij Diriawka (19), Dmytro Jakowenko (17), Hennadij Kozar (7), Jewhen Dmytrijew (6), Andrij Judin (6), Ołeksij Kupcow (3), Albert Szachow (2), Serhij Zadorożny (1). Pomocnicy: Andrij Połunin (31 / 7), Ołeksandr Zacharow (25 / 1), Wałentyn Moskwin (17 / 2), Serhij Kowałeć (15 / 3), Dmytro Topczijew (15 / 3), Ihor Płotko (15 / 1), Wołodymyr Szaran (14 / 2), Serhij Dumenko (9 / 1), Serhij Czorny (2). Napastnicy: Borys Finkel (29 / 9), Ołeksandr Palanycia (13 / 6), Ołeh Taran (7 / 1), Andreas Sassen (6). Trener: Mykoła Pawłow (pierwsza runda - 17 gier), Ołeksandr Łysenko (druga runda - 6 gier), Bernd Stange (druga runda - 11 gier). Odeszli w sezonie: Serhij Beżenar (17 / 6) (Dynamo Kijów), Serhij Konowałow (17 / 3) (Dynamo Kijów), Jewhen Pochłebajew (15 / 2) (Dynamo Kijów), Jurij Maksymow (13 / 4) (Dynamo Kijów), Ołeksandr Czerwony (7) (Zoria-MAŁS Ługańsk), Andrij Kotiuk (6) (→ Metałurh Nowomoskowśk), Serhij Czujczenko (4) (Polihraftechnika Oleksandria), Serhij Biłokoń (1) (→ Krywbas Krzywy Róg). |

Uwaga: Piłkarze oznaczone kursywą występowali również na innych pozycjach.